# Bắt giữ neutron
Bắt giữ neutron là một loại phản ứng hạt nhân trong đó một hạt nhân nguyên tử va chạm với một hoặc nhiều neutron và hợp nhất để tạo thành một hạt nhân nặng hơn.
Do neutron không có điện tích, chúng có thể đi vào hạt nhân dễ dàng hơn các proton tích điện dương và bị đẩy tĩnh điện. Quá trình phản ứng cũng có thể được coi là hạt nhân nguyên tử hấp thụ neutron. Quá trình không giải phóng các hạt có khối lượng, mà chỉ giải phóng năng lượng liên kết thu được ở dạng bức xạ gamma, và vì thế còn được gọi là phản ứng n-gamma hay phản ứng (n,γ).
Phản ứng bắt giữ neutron xảy ra trong thiên nhiên ở các vì sao, và trong công nghệ hạt nhân khi thực hiện chiếu xạ neutron để thu được các sản phẩm quan tâm.
Phản ứng bắt giữ neutron đóng một vai trò quan trọng trong quá trình tổng hợp hạt nhân vũ trụ của các nguyên tố nặng. Trong các ngôi sao, nó có thể xảy ra theo hai cách: như một quá trình nhanh (quá trình r) hoặc quá trình chậm (quá trình s).
Hạt nhân có khối lượng lớn hơn 56 không thể được hình thành bằng phản ứng nhiệt hạch (tức là bằng phản ứng tổng hợp hạt nhân), nhưng có thể được hình thành bằng cách bắt neutron . Việc bắt neutron trên các proton mang lại một vạch phổ ở mức 2,223 MeV dự kiến  và thường được quan sát thấy  trong các ngọn lửa mặt trời.